# Canton de Cléguérec
Le canton de Cléguérec est une ancienne division administrative française, située dans le département du Morbihan et la région Bretagne.

## Composition
Le canton de Cléguérec regroupait les communes suivantes :
| Nom                   | Code Insee | Intercommunalité      | Superficie (km2) | Population (dernière pop. légale) | Densité (hab./km2) |
| --------------------- | ---------- | --------------------- | ---------------- | --------------------------------- | ------------------ |
| Cléguérec (chef-lieu) | 56041      | CC Pontivy Communauté | 62,99            | 2 909 (2014)                      | 46                 |
| Kergrist              | 56093      | CC Pontivy Communauté | 29,66            | 699 (2014)                        | 24                 |
| Malguénac             | 56125      | CC Pontivy Communauté | 38,45            | 1 802 (2014)                      | 47                 |
| Neulliac              | 56146      | CC Pontivy Communauté | 30,99            | 1 446 (2014)                      | 47                 |
| Saint-Aignan          | 56203      | CC Pontivy Communauté | 27,33            | 595 (2014)                        | 22                 |
| Sainte-Brigitte       | 56209      | CC Pontivy Communauté | 17,74            | 180 (2014)                        | 10                 |
| Séglien               | 56242      | CC Pontivy Communauté | 38,36            | 696 (2014)                        | 18                 |
| Silfiac               | 56245      | CC Pontivy Communauté | 22,46            | 442 (2014)                        | 20                 |

## Représentation

### Conseillers généraux de 1833 à 2015
| Période | Période | Identité                      | Étiquette            | Qualité                                                                                            |
| ------- | ------- | ----------------------------- | -------------------- | -------------------------------------------------------------------------------------------------- |
| 1833    | 1848    | Mathurin Le Mouël (1789-1856) | Conservateur         | Avoué, avocat et propriétaire à Pontivy                                                            |
| 1848    | 1852    | Jean Croizer                  | Républicain          | Ancien instituteur, expert du cadastre à Cléguérec                                                 |
| 1852    | 1874    | Julien Rochard                |                      | Avoué, propriétaire à Cléguérec                                                                    |
| 1874    | 1892    | Denis Le Berre                | Droite               | Propriétaire à Neulliac                                                                            |
| 1892    | 1910    | Narcisse Laudren (1850-1919)  | Républicain          | Propriétaire à Pontivy                                                                             |
| 1910    | 1934    | Paul Lotz (1877-1967)         | Rad.                 | Agriculteur Maire de Saint-Aignan (1904-1947)                                                      |
| 1934    | 1940    | Alphonse Tanguy (1908-1974)   | URD                  | Cultivateur Maire de Kergrist Nommé conseiller départemental en 1943                               |
|         |         |                               |                      | |
| 1945    | 1951    | Arsène Bigno (1911-1996)      | Rad. puis SFIO       | Agriculteur Adjoint au Maire de Cléguérec                                                          |
| 1951    | 1964    | Joseph Le Nestour             | DVD                  | Maire de Silfiac                                                                                   |
| 1964    | 1976    | Marcel Potier                 | MRP puis CD puis DVD | Boucher Maire de Neulliac                                                                          |
| 1976    | 1982    | Pierre Le Bris                | PS                   | Instituteur Maire de Silfiac (1959-1983)                                                           |
| 1982    | 1994    | Jean Le Lu                    | RPR puis DVD         | Exploitant agricole Maire de Cléguérec (1983 - 2008) Conseiller régional (1986 - 1998)             |
| 1994    | 2001    | Serge Moëlo                   | PS                   | Conseiller d'éducation, maire de Silfiac (1995-2020)                                               |
| 2001    | 2008    | Jean Le Lu                    | UMP                  | Exploitant agricole - Maire de Cléguérec (1983-2008) Vice-président du conseil général (2004-2008) |
| 2008    | 2015    | Serge Moëlo                   | DVG                  | Conseiller d'éducation - Maire de Silfiac                                                          |

Un nouveau découpage territorial du Morbihan entre en vigueur à l'occasion des élections départementales de 2015. Il est défini par le décret du 21 février 2014, en application des lois du 17 mai 2013 (loi organique 2013-402 et loi 2013-403).

En vertu de ce nouveau découpage, le canton de Cléguérec fusionne avec ceux du Faouët, de Gourin et de Guémené-sur-Scorff pour former le nouveau canton de Gourin, dont le bureau centralisateur est situé à Gourin.

### Conseillers d'arrondissement (de 1833 à 1940)
| Période                                  | Période           | Identité                          | Étiquette           | Qualité |
| ---------------------------------------- | ----------------- | --------------------------------- | ------------------- | --- |
| 1833                                     |                   | Jean Jouan (1772-1845)            |                     | Propriétaire, maire de Cléguérec, ancien conseiller général                                                 |
|                                          |                   |                                   |                     | |
| 1874                                     | 1880 (décès)      | Guillaume Le Tellier (1803-1880)  |                     | Cultivateur, maire de Séglien                                                                               |
|                                          |                   |                                   |                     | |
|                                          | 1881 (annulation) | M. Le Borgne                      |                     | |
|                                          |                   |                                   |                     | |
| 1886                                     | 1887 (annulation) | M. Le Guellant                    | Conservateur        | Réélu à la suite de l'annulation de sa première élection                                                    |
|                                          |                   |                                   |                     | |
|                                          | av.1891           | Jean-Marie Jan                    |                     | Cultivateur, maire de Cléguérec                                                                             |
|                                          |                   |                                   |                     | |
| 1895                                     | 1907              | Jean-Marie Le Bouédec (1854-1918) | Républicain-RG      | Notaire, maire de Cléguérec                                                                                 |
| 1907                                     | 1925              | Pierre Le Berre                   | Républicain libéral | Propriétaire cultivateur à Séglien                                                                          |
| 1925                                     | 1940              | Louis Mayeux                      | Radical             | Médecin, maire de Cléguérec (1919-1941)                                                                     |
| 1940                                     |                   |                                   |                     | Les conseils d'arrondissement ont été suspendus par la loi du 12 octobre 1940 et n'ont jamais été réactivés |
| Les données manquantes sont à compléter. |                   |                                   |                     | |

## Démographie
| 1962  | 1968  | 1975  | 1982  | 1990  | 1999  | 2006  | 2011  | 2012  |
| ----- | ----- | ----- | ----- | ----- | ----- | ----- | ----- | ----- |
| 9 915 | 8 807 | 8 227 | 8 378 | 8 415 | 8 479 | 8 729 | 8 776 | 8 772 |